# Gỡ lỗi
Gỡ lỗi (tiếng Anh: Debugging) là quá trình tìm ra lỗi khiến chương trình máy tính hay hệ thống không hoạt động đúng.
Các kĩ thuật debug có thể bao gồm debug tương tác trực tiếp (interactive debugging), phân tích luồng chương trình (control flow analysis), kiểm thử đơn vị (unit testing), Kiểm thử tích hợp (integration testing), phân tích log file (log file analysis), giám sát hoạt động của phần mềm ở tầng ứng dụng hoặc ở cấp hệ thống, memory dumps, và profiling. Nhiều ngôn ngữ lập trình và các công cụ phát triển phần mềm có hỗ trợ thêm các công cụ debug, gọi là debugger.